# Malabarneushoornvogel
De malabarneushoornvogel (Anthracoceros coronatus) is een neushoornvogel die voorkomt in India en Sri Lanka. Deze neushoornvogel is nauw verwant aan de bonte neushoornvogel (A. albirostris).

## Kenmerken
De malabarneushoornvogel is 68 cm lang, weliswaar een grote vogel, maar een relatief kleine neushoornvogel. Hij is iets kleiner dan de bonte neushoornvogel. De rug, nek en de kop zijn zwart, de buik is wit en de onderkant van de staart is soms zwart, behalve het uiteinde. In vlucht heeft de vogel zwarte vleugels met een witte rand (de toppen van de hand- en armpennen). De bovenkant van de staart is zwart. De malabarneushoornvogel heeft net als de bonte neushoornvogel een grote gele snavel en zwarte vlekken op de "hoorn" van de bovensnavel.

## Leefwijze
De malabarneushoornvogel foerageert voornamelijk op wilde vruchten waaronder vooral wilde vijgen. Opvallend is dat deze vogel de voor de mens giftige braaknoot kan eten.

## Verspreiding en leefgebied

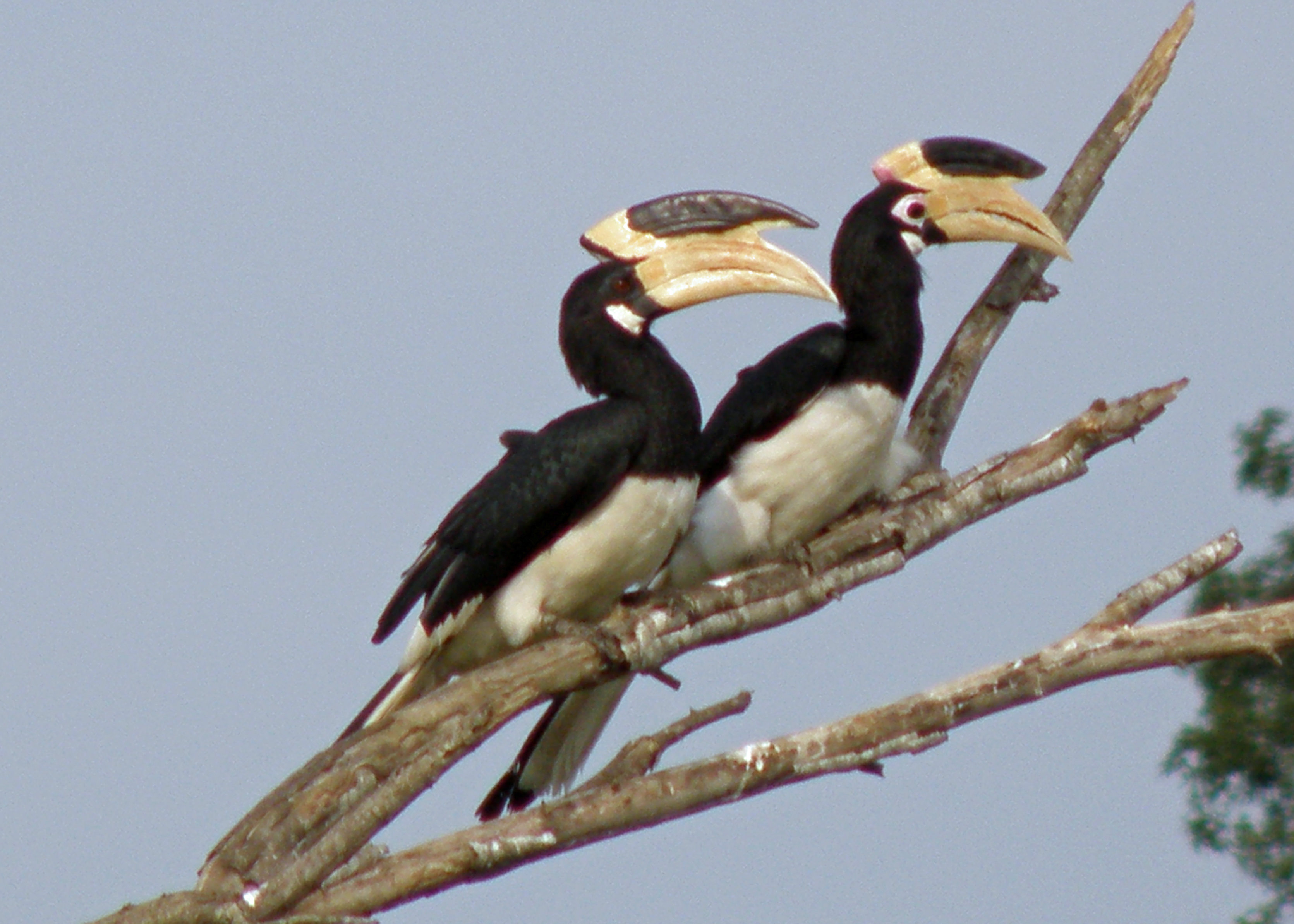
Paartje in het natuurreservaat Uda Walawe op Sri Lanka

De malabarneushoornvogel komt voor in Midden- en Zuid-India waar hij in een paar gebieden algemeen is, maar afneemt in aantal, verder op Sri Lanka waar hij plaatselijk vrij algemeen is in beschermde bosgebieden. Het is een vogel van half open bosgebieden onder de 300 m boven de zeespiegel.

## Status
De malabarneushoornvogel heeft erg te lijden onder vernietiging van het leefgebied door houtkap voor verzamelen van brandhout, omzetting van bos in bouwland en verstedelijking. De vogel wordt ook gevangen om in traditionele medicijnen verwerkt te worden. Daarom staat de malabarneushoornvogel als "gevoelig" op de internationale rode lijst.